# アンソニー・シニスカ・ギンティン
アンソニー・シニスカ・ギンティン（英: Anthony Sinisuka Ginting、1996年10月20日 - ）はインドネシアのバドミントン選手。

## 経歴
チマヒで生まれ。5人きょうだいの4番目で、幼稚園の時に父親の勧めでバドミントンを始めた。タウフィック・ヒダヤットを育てたクラブに加入した。
2014年の世界ジュニア選手権は準決勝まで進出し、中国の石宇奇に敗れて銅メダル。BWFグランプリ大会等の国際大会への出場も開始した。
2015年、インドネシアオープン（スーパーシリーズプレミア）で第4シードのスリカンス・キダンビを破り、準々決勝まで進出し、桃田賢斗に1-2（21-13、16-21、15-21）で敗れた。香港オープンでは桃田に対し2-0（21-7、21-15）で勝利した。オーストラリアオープンでオリンピック金メダリストの中国の諶龍を破った。
2017年、韓国オープン決勝でインドネシアのジョナタン・クリスティーを2-1（21–13, 19–21, 22–20）で破り、BWFスーパーシリーズ初優勝を達成した。
2018年、BWFワールドツアーのインドネシア・マスターズで坂井一将を破り優勝。ジャカルタでのアジア競技大会では団体で準優勝、シングルスでは3回戦で同年の世界選手権王者の桃田賢斗、準々決勝で諶龍を破った。準決勝は台湾の周天成に敗れて銅メダル。中国オープンでは決勝で再び桃田を2-0（23–21, 21–19）で破って優勝を達成。
2019年はワールドツアーのオーストラリアオープン、香港オープン、中国オープンの3大会で準優勝。ワールドツアーファイナルでは決勝に進出し、桃田と1-2（21–17, 17–21, 14–21）の接戦で準優勝。
2020年はインドネシアマスターズでデンマークのアンダース・アントンセンを破って2シーズンぶりにワールドツアー大会で優勝。
2021年、東京オリンピックに出場。3位決定戦でグアテマラのケビン・コルドン破って銅メダルを獲得した。